# Эрбиль
Эрби́ль (араб. اربيل‎; ассир. ܐܲܪܒܹܝܠ; аккад. Arba-Ilu; др.-греч. Ἄρβηλα) или Хавле́р (هەولێر) — столица Региона Курдистан, автономной республики, входящей в состав Ирака. Является административным центром одноименной провинции.
Население более 1,6 млн (2022), второй по величине город в Ираке после Багдада. 
В центре города находится древняя цитадель Эрбиль. Хурриты были первыми, кто расширил своё господство по всей северной Месопотамии. С тех пор город находился под властью многих региональных держав, в том числе ассирийцев, вавилонян, курдов, армян, персов, греков, арабов, сельджуков и османских турок. В Археологическом музее Эрбиля находится большая коллекция исламских артефактов, и он является центром археологических проектов в этой области.
В июле 2014 года Эрбильская Цитадель была включена в список Всемирного наследия ЮНЕСКО.

## Физико-географическая характеристика

### Географическое положение
Эрбиль является столицей автономной области Курдистан, это также столица провинции Эрбиль. Население — около полутора миллиона жителей. Город расположен в 77 км к востоку от Мосула на равнине, у подножия гор, примыкающих к нему с севера и запада, посередине между реками Большой и Малый Заб. Находится на высоте 415 метров над уровнем моря. Эрбиль находится в третьем часовом поясе (UTC+3).

### Климат
Город имеет сухой субтропический климат средиземноморского типа, с очень жарким летом и мягкой зимой.
| Показатель                    | Янв.  | Фев. | Март | Апр. | Май  | Июнь | Июль | Авг. | Сен. | Окт. | Нояб. | Дек.  | Год   |
| ----------------------------- | ----- | ---- | ---- | ---- | ---- | ---- | ---- | ---- | ---- | ---- | ----- | ----- | ----- |
| Абсолютный максимум, °C       | 20,1  | 27,9 | 31,3 | 34,5 | 41,9 | 43,3 | 48   | 49,3 | 44,8 | 38,2 | 30,6  | 24,2  | 49,3  |
| Средний суточный максимум, °C | 12,4  | 14,2 | 18,1 | 24   | 31,5 | 38,1 | 42   | 41,9 | 37,9 | 30,7 | 21,2  | 14,4  | 27,2  |
| Средняя температура, °C       | 7,4   | 8,9  | 12,4 | 17,5 | 24,1 | 29,7 | 33,4 | 33,1 | 29   | 22,6 | 15    | 9,1   | 20,18 |
| Средний суточный минимум, °C  | 2,4   | 3,6  | 6,7  | 11,1 | 16,7 | 21,4 | 24,9 | 24,4 | 20,1 | 14,5 | 8,9   | 3,9   | 13,22 |
| Абсолютный минимум, °C        | −16,2 | −14  | −9,3 | −2,1 | 2,6  | 9,1  | 11,7 | 10,3 | 9,5  | 1,6  | −5,6  | −12,3 | −16,2 |
| Норма осадков, мм             | 111   | 97   | 89   | 69   | 26   | 0    | 0    | 0    | 0    | 12   | 56    | 80    | 540   |

## История

### Этимология
Аккадцы и ассирийцы назвали его Arba'ū Ilu, что означает «четыре бога». Город стал центром поклонения ассиро-вавилонской богине Иштар. В античные времена город стал известен как Арбела (Άρβηλα). В древнеперсидском город назывался Arbairā. Сегодня, современное курдское название города — Hewlêr.

### Античная история

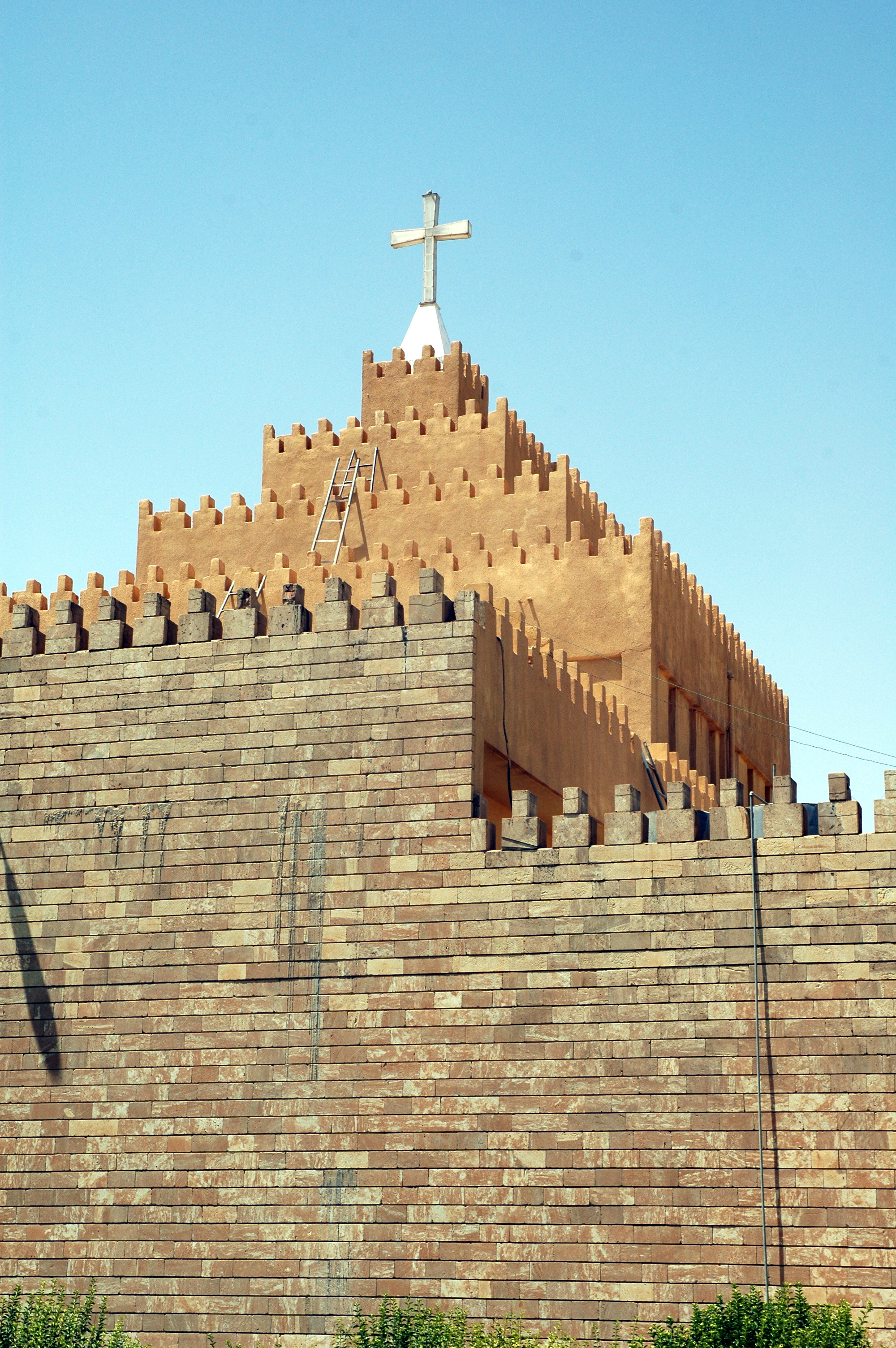
Халдейский католический собор Святого Иосифа в Анкава, пригород Эрбиля

Эрбиль является одним из старейших непрерывно населённых городов в истории. Об истории города напоминает холм Цитадели, представляющий собой остатки прежде бывших поселений; окружающая его стена, как полагают, в своей древнейшей части восходит ещё к доисламским временам. В ассирийские времена считался посвящённым богине Иштар. В храме Иштар был оракул: жрицы, в экстазическом состоянии, давали предсказания; как и во всех храмах этой богини, жрицы практиковали храмовую проституцию.
Первое упоминание о Эрбиле появилось в литературных источниках из архивов Ebla. Они рассказывают о двух путешествиях в Эрбиль (Irbilum) — первое около 2300 г. до н. э. и позже, когда царь Гутиума, захватил город в 2200 г. до н. э. Эрбиль был неотъемлемой частью Ассирии с 1900 до н. э. до 605 г. до н. э., и он остался частью Ассирии под владычеством персов, греков, парфян, римлян и сасанидов. Персидский царь Кир Великий занял Ассирию в 547 г. до н. э., и установил её в качестве Ахеменидской сатрапии с Арбелем в качестве столицы. Во времена персидского владычества через город, известный из греческих источников как Арбелы, проходила так называемая «Царская дорога», связывающая центр Персидской державы с Эгейским побережьем. Именно здесь собирал свои армии из подвластных народов персидский царь Дарий III для отпора македонянам. Город прославился благодаря решающей победе, которую одержал недалеко от Арбел (точнее, под местечком Гавгамелы в 75 км к северо-западу от Арбел) в 331 году до н. э. Александр Македонский над персидским царём Дарием III. После поражения Дарий бежал через этот город, и само сражение античные историки называют Битвой при Арбелах, хотя сейчас установилось географически более точное название — Битва при Гавгамелах.

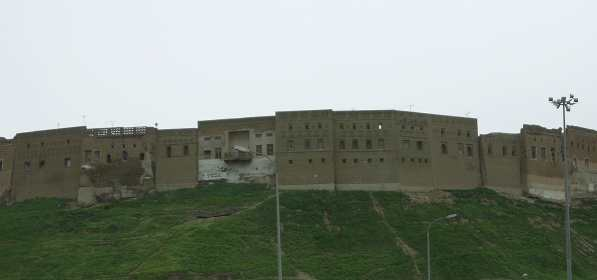
Эрбильская цитадель

Эрбиль стал частью спорного региона между Римом и Персией.
В III в. до н. э. — III в. столица небольшого царства Адиабена, (иначе «Арбелитида»), подвластного Парфии, затем вошёл в качестве столицы наместничества в состав державы Сасанидов. Адиабена известна в еврейской традиции тем, что её правители в начале н. э. приняли иудаизм.

### Средневековая история

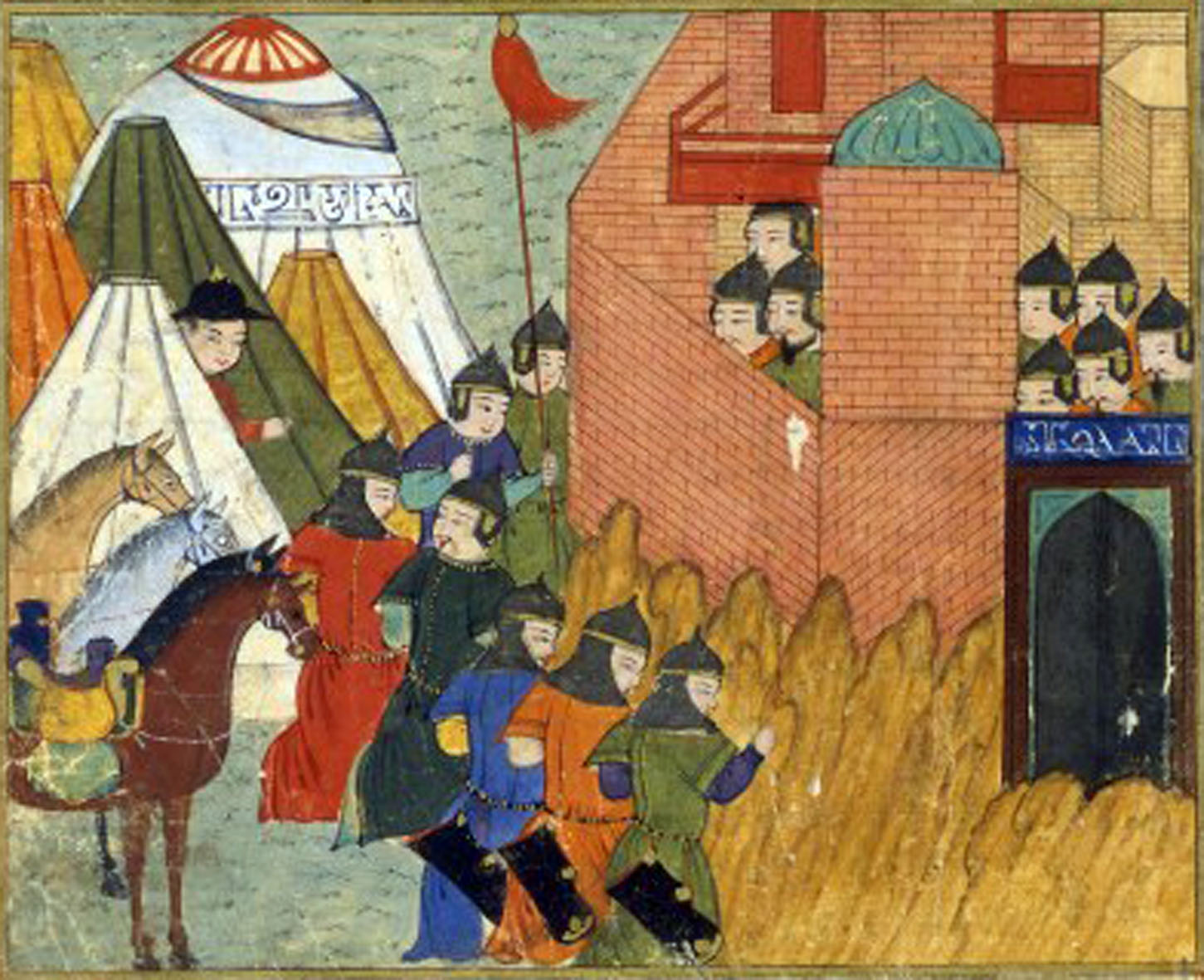
Монгольская осада Эрбиля в 1258 году (миниатюра XV века)

По 100 г. в городе восседал епископ. С 642 года Эрбиль, вместе со всей Месопотамией, попадает под власть арабов и начинает исламизироваться. В 1144 году тюркский атабек Зайнеддин Али Кучук превращает Эрбиль в центр самостоятельного эмирата. Этот эмират достиг расцвета при сыне Али Кучука Музафферуддине Кёкбори (1190—1232), зяте египетского султана Салах ад-Дина. В мусульманском мире Музаффар известен тем, что ввёл празднование Мавлида (дня рождения пророка Мухаммеда) — первый такой праздник был устроен с большой роскошью в Эрбиле в 1207 году. При Музаффаре было построено несколько строений, сохранившихся до сих пор, в том числе вторая (после цитадели) достопримечательность города — минарет Музаффарийя (ныне более известный как «Надломленный минарет») — 33-метровая башня, когда-то бывшая частью комплекса медресе. Музаффар построил и базар Кайсария, также сохранившийся (в перестроенном виде).
Когда монголы вторглись на Ближний Восток в XIII веке, они напали на Эрбиль впервые в 1237 году. Они разграбили нижний город, но не смогли захватить цитадель и были вынуждены отступить перед приближающейся армией халифата. Монголы вернулись после падения Багдада во главе с Хулагу в 1258 году и смогли захватить цитадель после годовой осады. Монголы владели им до 1410 года (то есть до смерти Тимура). Ассирийское население имело большинство в городе, до разрушения города силами Тимура в 1397. После Тимура городом владели недолговечные государства Кара-Коюнлу и Ак-Коюнлу и шах Исмаил Сефевид. У последнего город в 1517 году отняли турки, чья власть сохранялась ровно 400 лет. В ноябре 1918 года Эрбиль был занят англичанами, сделавшими его столицей особого губернаторства. С 1921 года в составе Ирака.

### Современная история

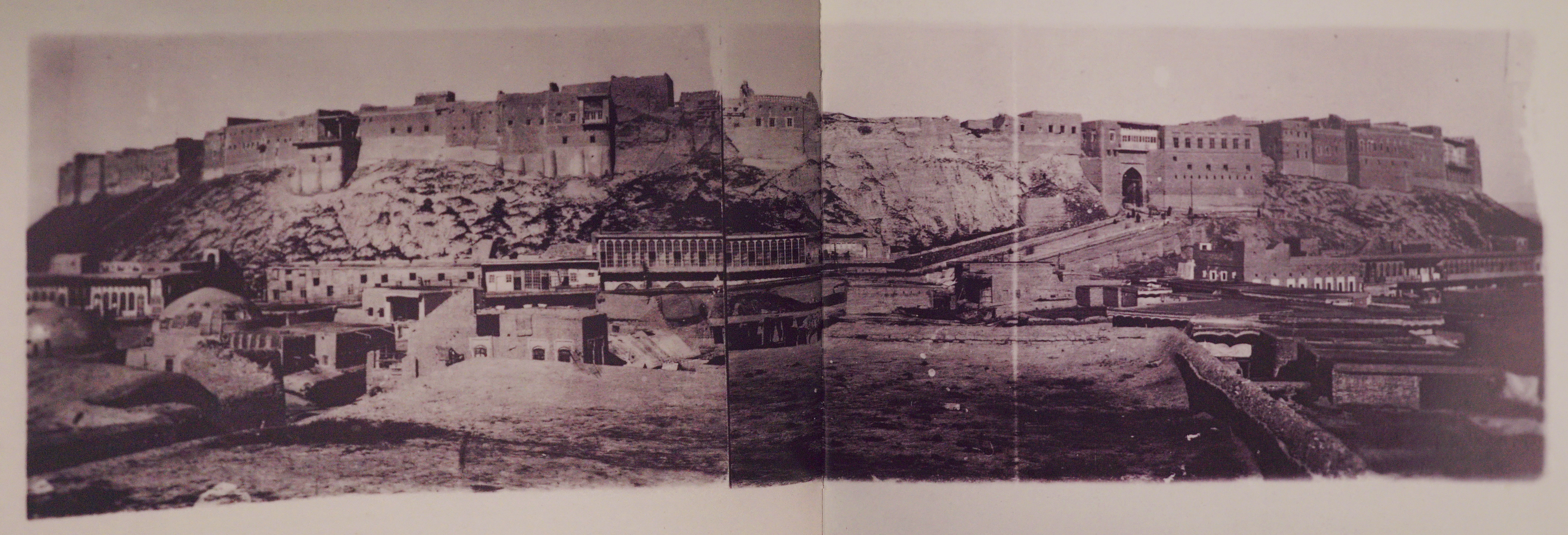
Открытка, показывающая город Эрбиль в 1900 году

Сегодня курды составляют самую большую этническую группу в городе, с меньшим числом арабов, ассирийцев, туркмен, армян и мандеев. 11 марта 1974 года объявлен столицей Курдской автономии в Ираке. Для органов управления автономии было построено массивное здание, в котором ныне размещается парламент Иракского Курдистана.
C 1992 года — столица Регионального Правительства Курдистана (в 1996 — мае 2006 года — только правительства эрбильско-дохукской части курдского региона). В центре города — круглый 30-метровый холм, увенчанный древней крепостной стеной, образующей «Цитадель» («Кала») — собственно, старый город — площадью 102 000 м². Два музея: Музей цивилизации (археологический, посвящён доисламским древностям) и этнографический. Университет «Салах-эд-Дин». Предприятия: ткацкие, табачные, древообрабатывающие, по обработке мрамора, ковроткацкие, кирпичные.
Правительство Нечирвана Барзани осуществляет ряд амбициозных проектов по реконструкции и развитию города, в том числе по строительству делового центра «Airport-city» и элитного квартала «Dream-city». Активно развивается спорт. Футбольный клуб «Эрбиль» на кубке чемпионов АФК доходил до финала.

## Власть и политика
Эрбиль является политической столицей Курдистана. Он включает в себя, в частности, парламент Курдистана.
В Эрбиле открыли дипломатические представительства такие страны как США, Россия, Иран, Великобритания, Франция, Южная Корея, Германия, Украина и Китай. В ноябре 2007 года в городе открылся офис представительства ООН.

## Население

Центральный молл Эрбиля

Население провинции Эрбиль — 2 932 800 (2020). Большинство в городе — курды, к меньшинствам относятся христиане-халдеи, несториане, которые перенесли в Анкаву из Чикаго резиденцию патриарха и ожидают окончания строительства храма в центре Эрбиля, армяне (все вместе — христиане), арабы и туркоманы. Жители самого Эрбиля преимущественно мусульмане. Христиане живут в основном в пригороде Анкава, их около 40 000 человек, там же их храмы. В парламенте Иракского Курдистана в Эрбиле за христианами и туркоманами зарезервировано по 5 мест из 111.

## Экономика и инфраструктура

Диван отель в Эрбиле

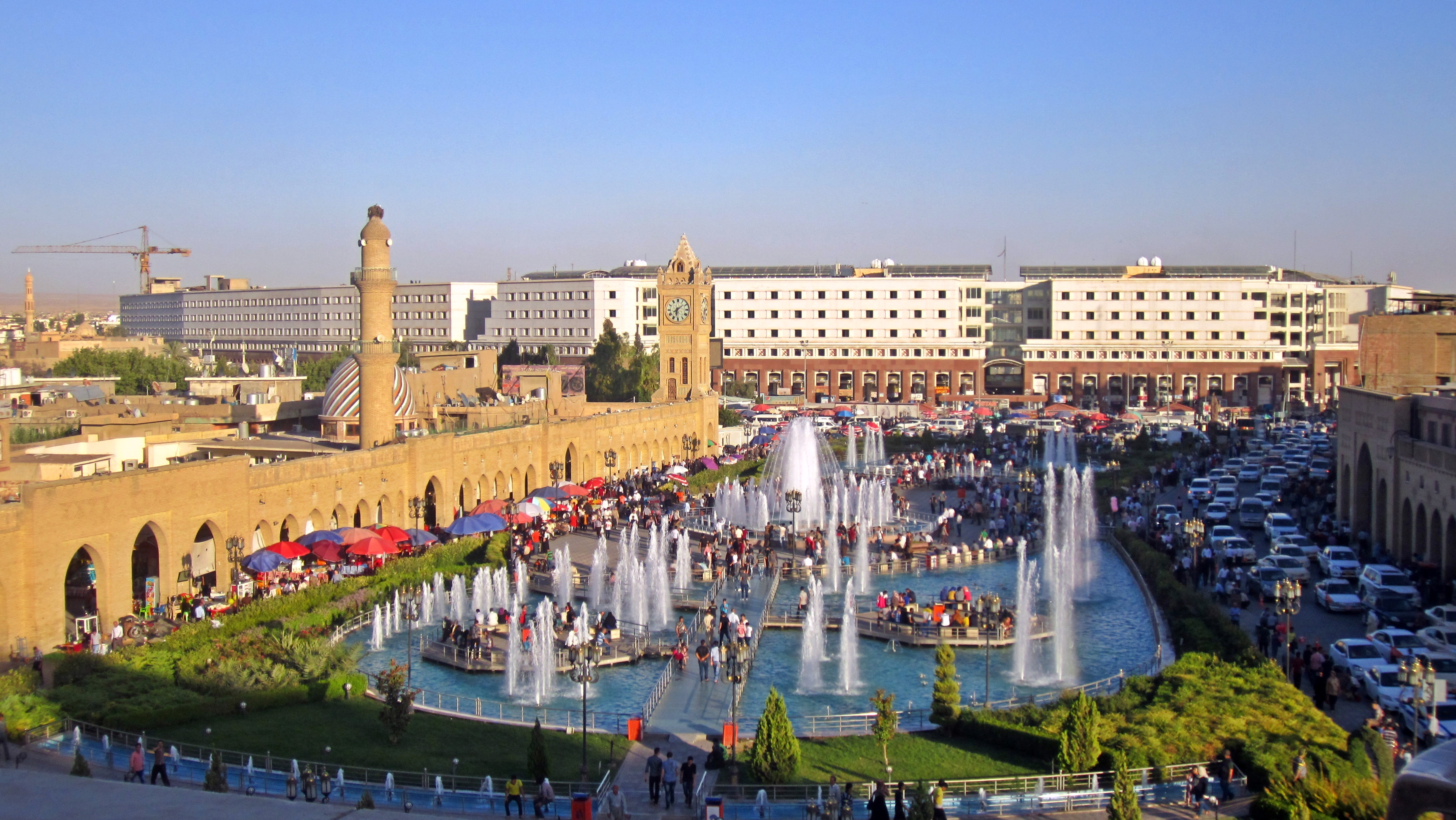
Площадь Эрбиля

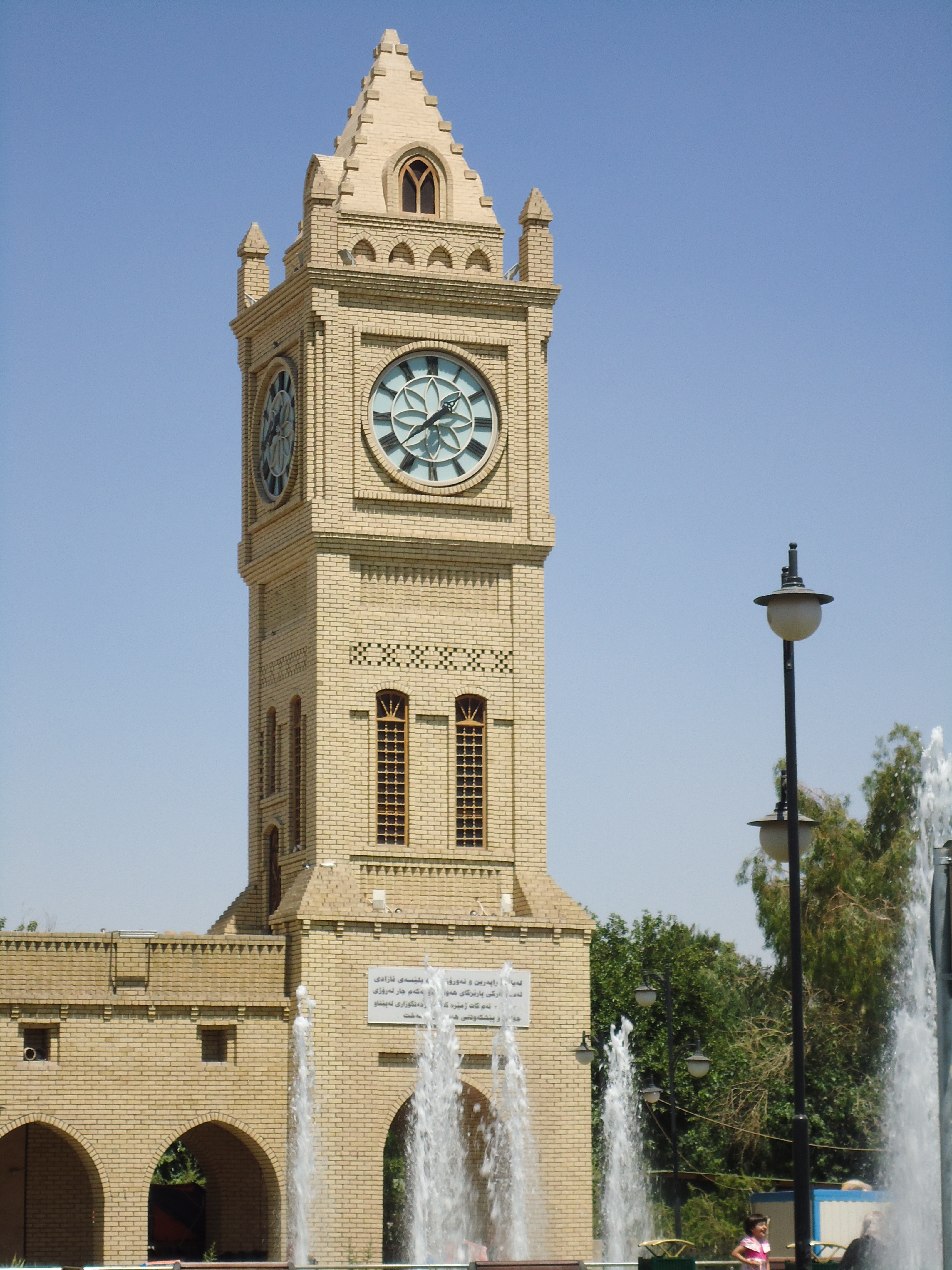
Часовая башня Эрбиля

Экономическое положение Эрбиля в Ираке было низким в течение десятилетий. Причина тому были операции и массовые убийства курдов в регионе, последствия восстаний после войны в Персидском заливе и последующей гражданской войны между курдскими группировками. Всё резко изменилась с войны в Персидском заливе и прихода сил коалиции в 2003 году. Террористическиая борьба на территории Ирака, всё сильнее усугубляла положение дел для инвесторов, но относительно спокойный Курдистан стал привлекательным для инвестиций. И всё больше и больше компаний приходило в Эрбиль. Это привело к оживлённой экономической деятельности в Эрбиле, а также значительному росту численности населения (2003 год: 700 000, в 2010 году более чем на 1 млн, 2014 год 1 400 000). Эрбиль стал постоянной экономической площадкой всевозможных выставок, ярмарок и форумов. В городе начинают реализовываться мега проекты.

### Основные проекты

#### Аэропорт

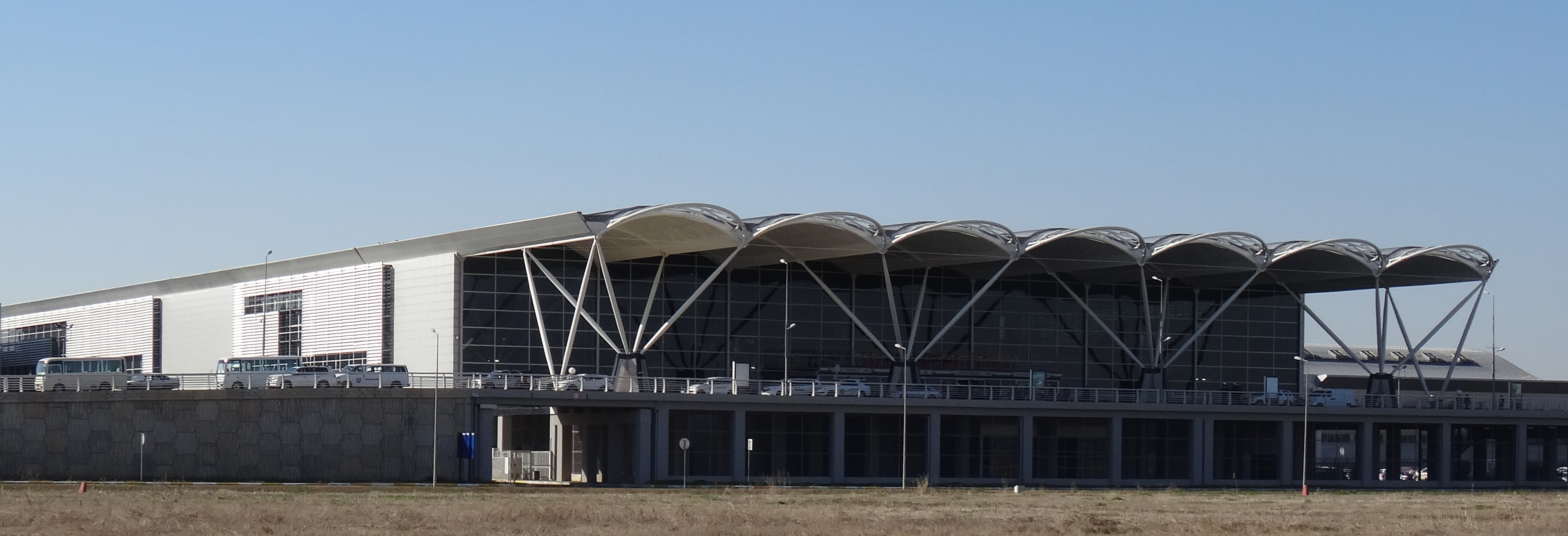
Международный Аэропорт Эрбиль

Аэропорт был открыт 3 марта 2010 года, его постройка была стратегией Курдистана по привлечению инвесторов и обошлась в $550 млн. Международный аэропорт Эрбиль имеет одну из самых длинных взлётно-посадочных полос в мире, 4800 м × 90 м. С 2010 года аэропорт обслуживает регулярные рейсы в Европу, Северную Африку и на Ближний Восток. В 2014 году аэропорт перевез 1 566 000 пассажиров и 33 527 тонн грузов. Аэропорт Эрбиля стал визитной карточкой города.

#### Аура Эрбиль (Aura Erbil)
Аура Эрбиль является одним из крупнейших проектов в Эрбиле (другой Даунтаун Эрбиль). Проект был запущен в 2013 году, размер 200 000 квадратных метров. Аура Эрбиль считается новым центром города.

#### Центр Эрбиль (Downtown Erbil)
Проект был запущен в 2013 году и будет охватывать площадь 541 000 квадратных метров. Стоимость проекта $ 3 млрд. Эта область будет использоваться для квартир, гостиниц и торговых центров. Визитная карточка этого комплекса это небоскрёбы Twin Towers и Claren Towers.

## Образование
В Эрбиле открылись многие международные образовательные учреждения, среди которых американские, британские и французские школы и университеты. Старейшим университетом города и в то же время Курдистана является университет Салахаддин, основанный в Сулеймании в 1968 году. В 1981 году переехал в Эрбиль. Он является самым посещаемым университетом Курдистана. Помимо университета Салахаддин в Эрбиле есть другие университеты, в том числе основанный в 2006 году университет Курдистана Хавлер и Хавлерский медицинский университет.
В сентябре 2010 года в Эрбиле открылись немецкие школы и детские сады.
| Институт                                       | Основано | Студенты        |
| ---------------------------------------------- | -------- | --------------- |
| Университет Салахаддин (ГУ)                    | 1970     | 20000 (2013 г.) |
| Университет Коя (КУ)                           | 2003     | -               |
| Университет Курдистана                         | 2006     | 400 (2006)      |
| Хавлерский медицинский университет (HMU)       | 2006     | -               |
| Университет Бизнеса & Управления (БМУ)         | 2007     | -               |
| Университет SABIS                              | 2009     | -               |
| Университет Джихан                             | -        | -               |
| Хавлерский Частный университет науки и техники | -        | -               |
| Университет Ишик (МЕ)                          | 2008     | 1700 (2012)     |
| Университет Соран                              | 2009     | 2200 (2011)     |
| Французский университет                        | 2009     |                 |

## Общество

### Безопасность
1 февраля 2004 — теракт унёс жизни 109 человек, ответственность взял на себя Джамаат Ансар ас-Сунна.
4 мая 2005 — теракт унёс жизни 60 гражданских лиц.
В августе 2014 года началось противостояние Курдистана и ИГ. Террористы пытались захватить Курдистан и бои шли в 40 км от города. Отряды пешмерга с помощью авиаударов США смогли откинуть террористов к Мосулу.
19 ноября 2014 года террорист-смертник взорвал себя в центре города. В нападении погибли пять человек.
17 апреля 2015 года начинённый взрывчаткой автомобиль взорвался у консульства США в Эрбиле. Было убито трое и пять человек получили ранения, ответственность за теракт взяло на себя ИГ.

### Физкультура и спорт
Город уделяет особое внимание спорту.
Эрбильский Марафон является международным спортивным событием и акцией в защиту мира и спокойствия в Ираке.
Первый Эрбильский Марафон был проведён в октябре 2011 года, далее последовал второй — в октябре 2012 года — с участием спортсменов и любителей из 49 разных стран.
Участниками Эрбильского Международного марафона мира, который прошёл 25 октября 2013 года, стали все желающие, не только профессиональные бегуны, но и любители спорта, семьи, члены неправительственных и правительственных организаций, молодёжные клубы. Забег проводится на 4 км, 10 км и полный марафон — 42,194 км.
Горнолыжные виды спорта — несмотря на то, что Ирак достаточно тёплое место, в горах Курдистана строится горнолыжный курорт. На вершине курдской горы Корек в 2014 году прошёл первый фестиваль лыжного спорта, в котором приняли участие ливанские, канадские и румынские команды.
ФК Эрбиль — футбольный клуб из города Эрбиль, также известен как «Хевлэр». Четырёхкратный чемпион Ирака по футболу, четырёхкратный чемпион Курдистана по футболу, дважды финалист кубка АФК.

## Архитектура и достопримечательности

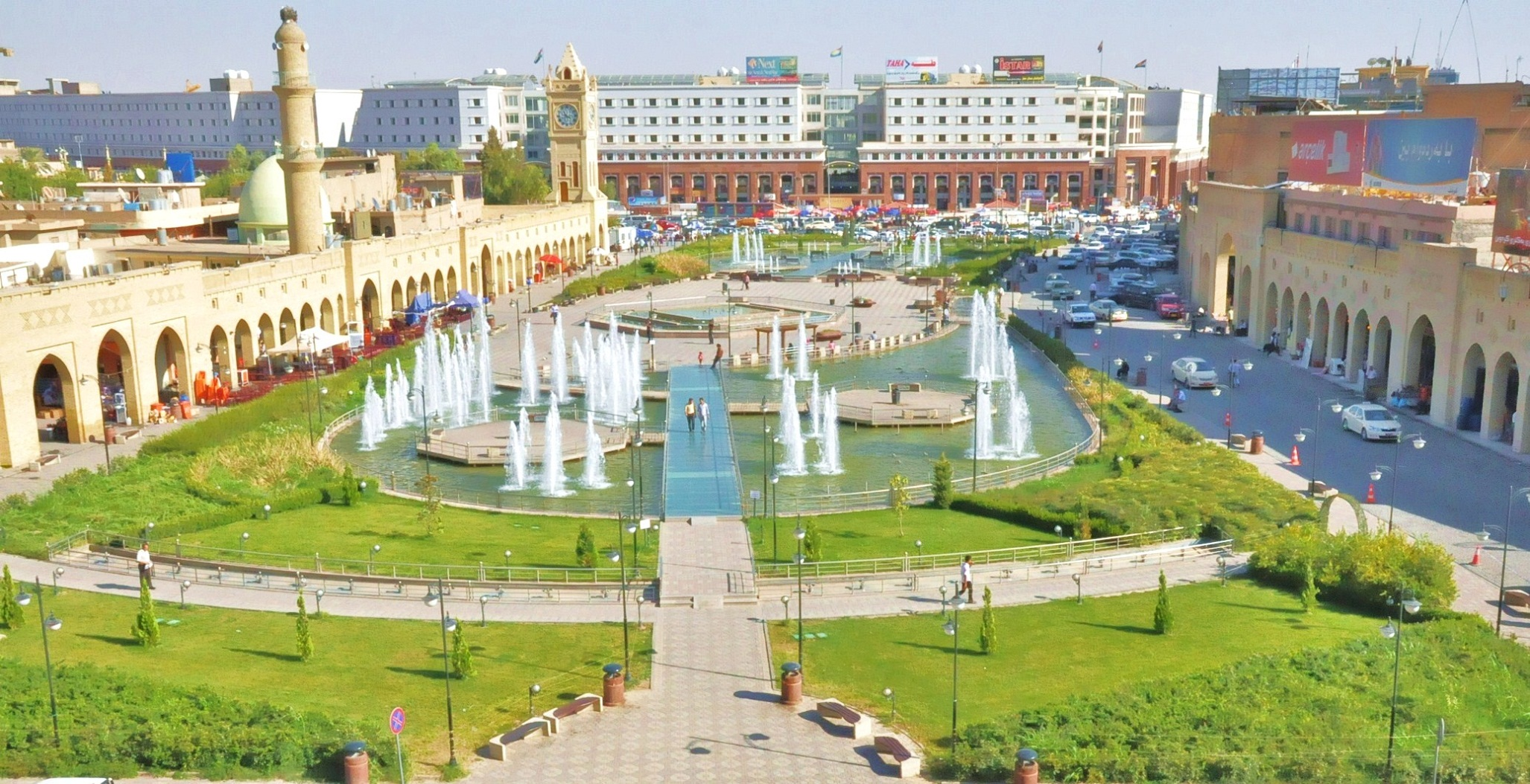
Центральная площадь Эрбиля

Самая известная достопримечательность в городе — Цитадель Эрбиль, внесенная в список наследия ЮНЕСКО в 2014 году. В этом посёлке жили ранее ассирийцы, аккадцы, вавилоняне и греки. В южном въезде в цитадели есть Qaysari Базар. Этот базар был основан в XIV веке, когда город начал расти.

### Цитадель

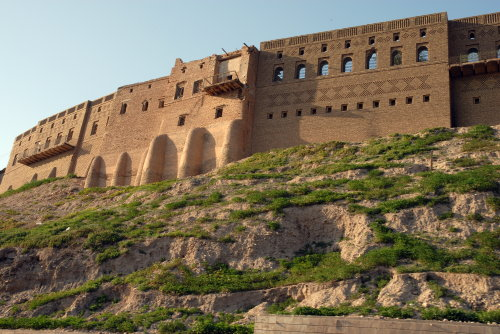
Эрбильская цитадель

Цитадель Эрбиля (курд.: قهڵای ههولێر Qelay Hewlêr; арабском языке: قلعة أربيل) — главная достопримечательность города. Цитадель — историческое сердце города — расположена на холме высотой около 30 м и занимает площадь более 100,000 м². Эрбиль был важным городом в ново-ассирийский период, а во время персидской династии Сасанидов и Халифата являлся важным центром христианства. После того, как монголы в 1258 году захватили цитадель, значение Эрбиля угасло. В 2007 году всё население Цитадели было выселено за её пределы в рамках проекта по реставрации памятника. С тех пор там ведутся археологические раскопки, многие участки закрыты для посещения туристами. Единственное религиозное сооружение, которое осталось в Цитадели — это мечеть Муллы Эфенди. Цитадель была разделена на три квартала: Серай, где жили богатые и известные семьи, Такья, где жили дервиши, и Топхана, где жили ремесленники и крестьяне. В Цитадели можно посетить хаммам 1775 года (около мечети) и Музей Текстиля.

### Базар Кайсари

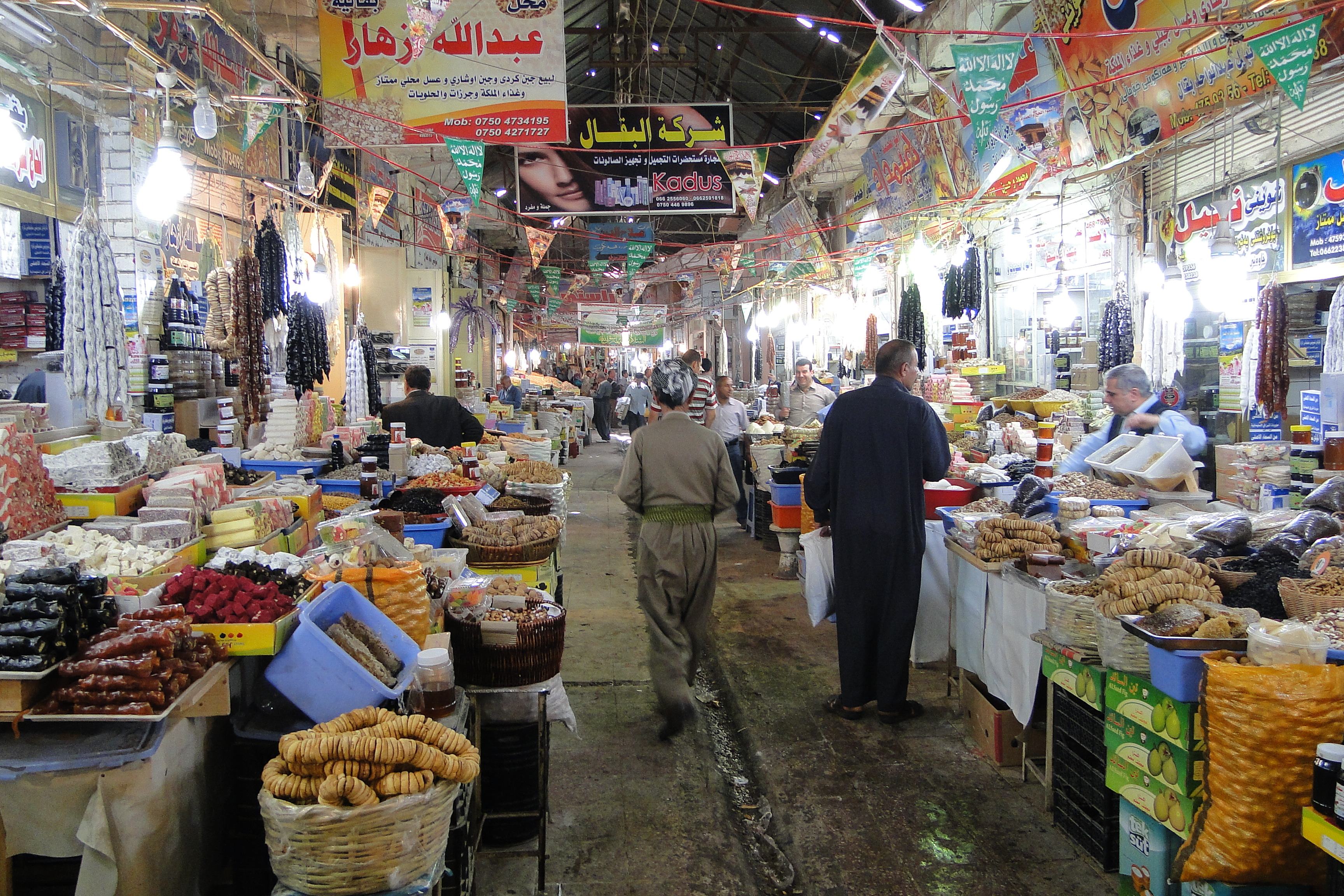
Старые рынки (Кайсери)

Находится к югу от цитадели в центре города. Кайсари состоит из многочисленных переулков. Он больше напоминает лабиринт из узких дорожек между магазинами, под крышей из гофрированного металла.

### Минарет Музаффария

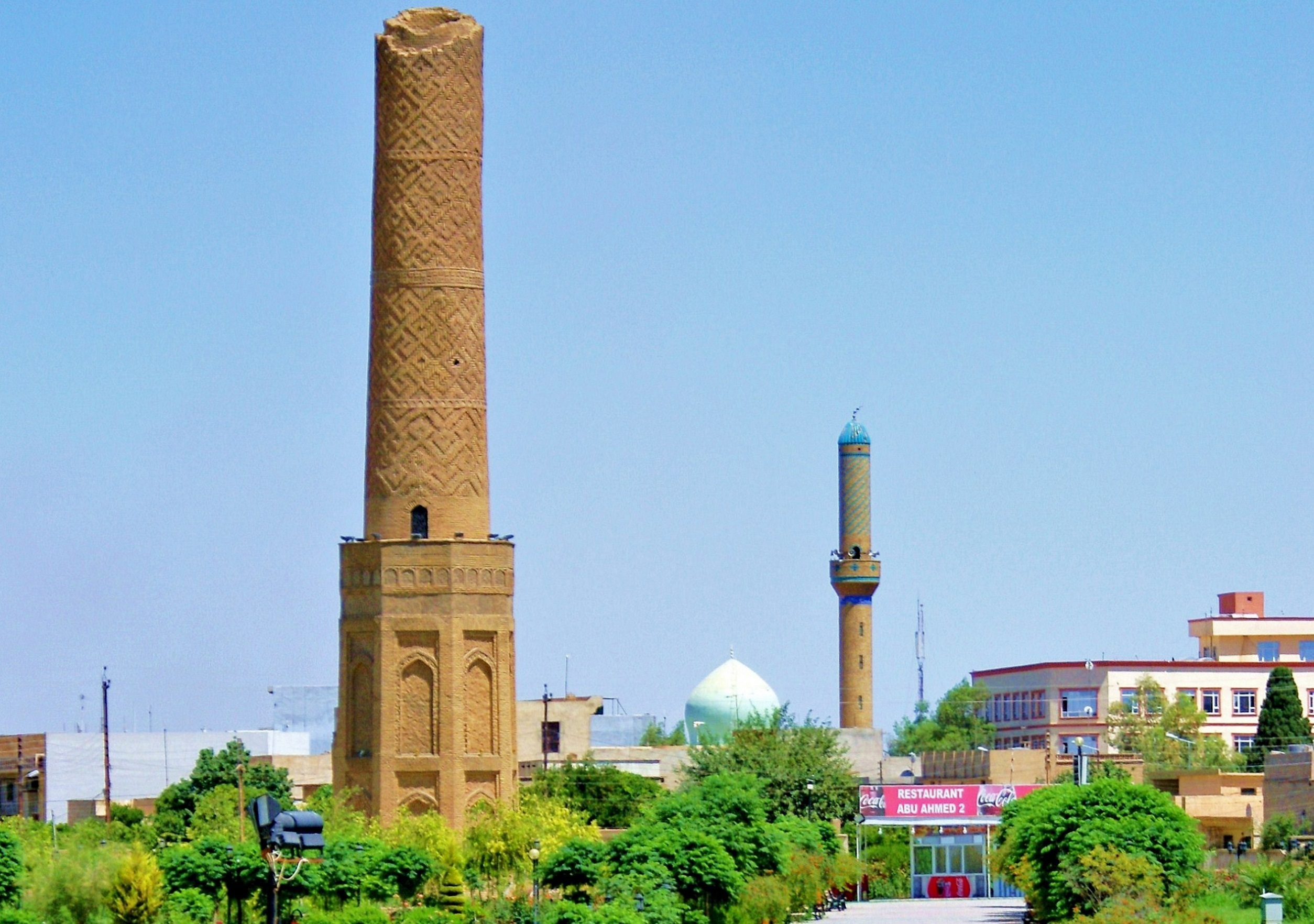
Старый минарет, Эрбиль

36-метровый минарет Музаффария («надломленный минарет») находится в Минарет-парке в нескольких кварталах от Цитадели и относится к XII веку, был построен в 1190—1232 н. э. (586—630 г. х.) курдским князем Эрбиля, в царствование Саладина.

### Парк Сами Абдурахман

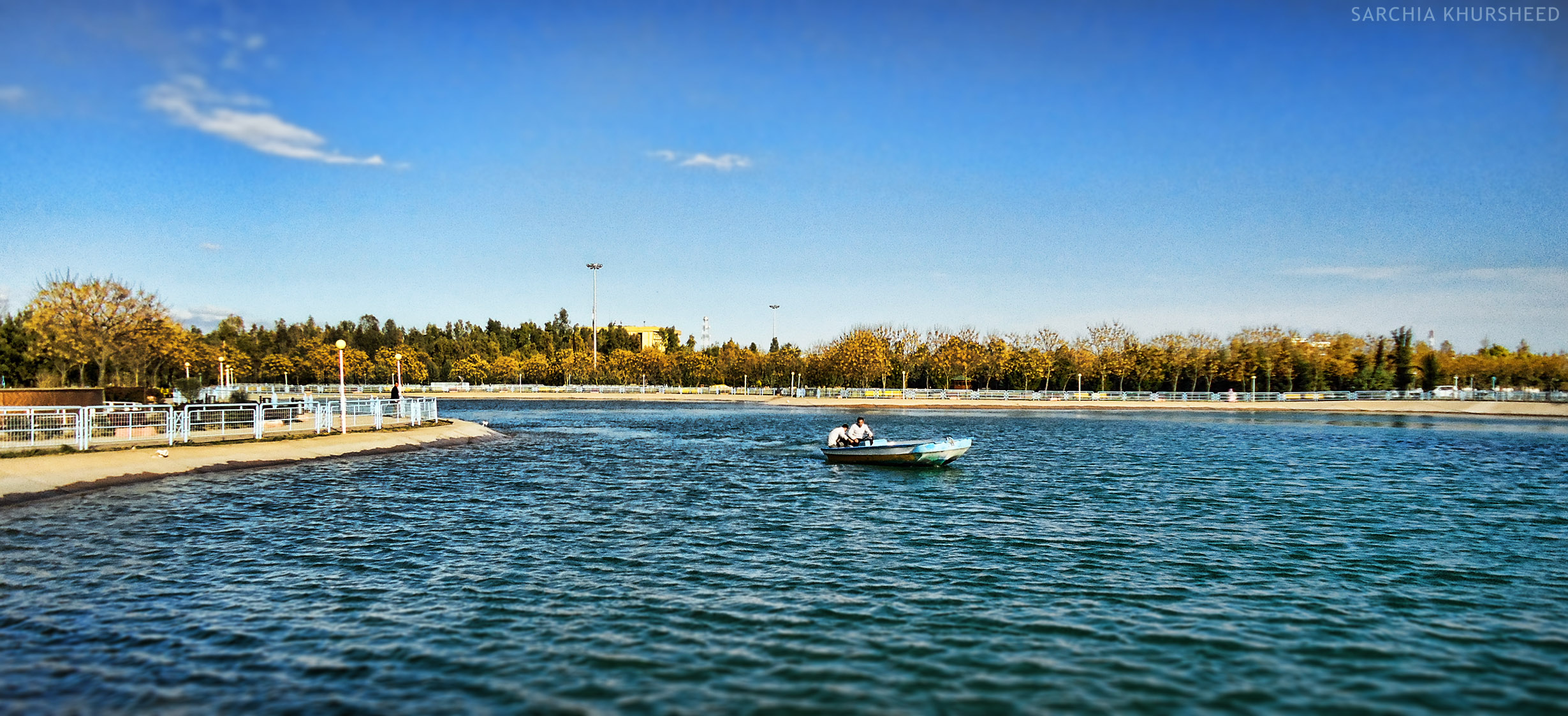
Сами Абдурахман Парк

Парк Сами Абдурахман — зелёная зона в Эрбиле. Это парк размером в несколько гектаров, содержит озеро, розарий, памятники, а также там находятся рестораны и рынки.

### Стадион Франсо Харири
Многоцелевой стадион в Эрбиле. В настоящее время используется в основном для футбольных матчей, а также для лёгкой атлетики. Стадион вмещает в себя 40 000 человек. На стадионе часто проходят матчи сборной Ирака по футболу, а также он принимал финал кубка АФК и финал чемпионата мира среди непризнанных республик.

### Курган Калич Ага
Курган Калич Ага лежит в основании Музея Цивилизации, в 1 км от цитадели.

### Курдский музей текстиля

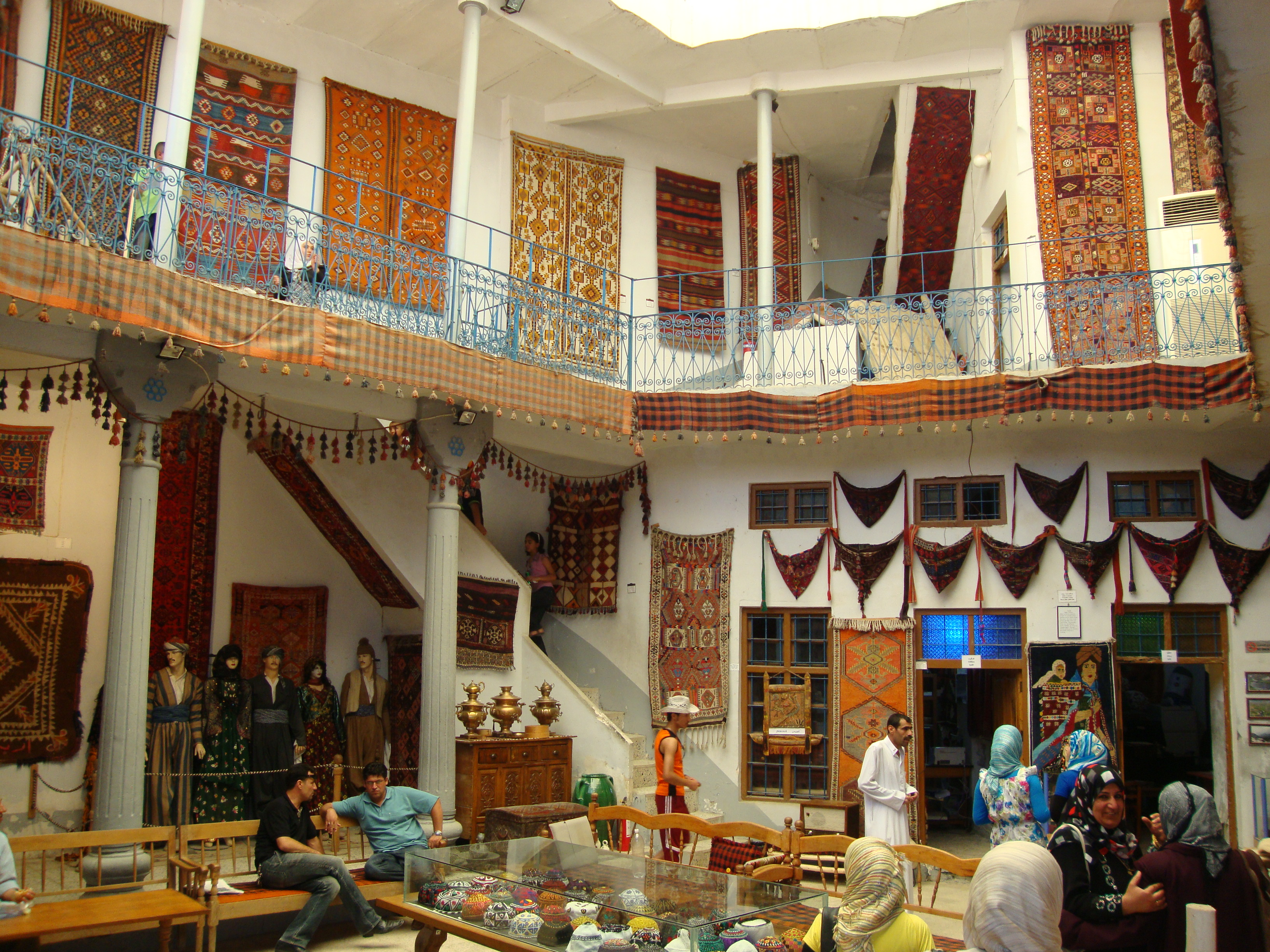
Главный зал курдского Музей текстиля

Музей посвящён текстиля произведенному в Иракском Курдистане. Он был создан в 2004 году и расположен в отреставрированном особняке на юго-востоке квартала Цитадель Эрбиль.

### Обсерватория
Обсерватория Эрбиль — астрономическая обсерватория, основанная в 1973 году на вершине горы Корек на высоте 2127 м. Из-за войны её не достроили. Обсерватория в данный момент находится в заброшенном состоянии.